# Pamplie
 Pamplie  es una población y comuna francesa, situada en la región de Poitou-Charentes, departamento de Deux-Sèvres, en el distrito de Niort y cantón de Champdeniers-Saint-Denis.

## Demografía
| 469 | 407 | 316 | 310 | 292 | 271 |
| Para los censos de 1962 a 1999 la población legal corresponde a la población sin duplicidades (Fuente: INSEE [Consultar]) |     |     |     |     |     |